# Úlibice
Úlibice település Csehországban, a Jičíni járásban. Úlibice Lužany, Radim, Jičín, Kacákova Lhota és Dřevěnice településekkel határos. Lakosainak száma 329 fő (2024. január 1.).

## Népesség
A település lakosságának változását az alábbi diagram mutatja:
| Lakosok száma | 632  | 655  | 484  | 316  | 258  | 238  | 300  | 299  | 308  | 329  |
|               | 1869 | 1890 | 1921 | 1950 | 1980 | 2001 | 2017 | 2019 | 2022 | 2024 |